# Kollektivanställda
Kollektivanställda, arbetare som organiserar sig via ett fackförbund som tecknar kollektivavtal med arbetsgivare. Mer specifikt syftar termen i första hand på anställda vars löner bestäms av kollektivavtal, vilket i Sverige i första hand syftar på yrken som organiseras i LO-förbund. (Även tjänstemän med individuell lön har normalt kollektivavtal för andra frågor.)
Kollektivanställda kan vara yrkesarbetare eller okvalificerad personal.